# Zona Romántica

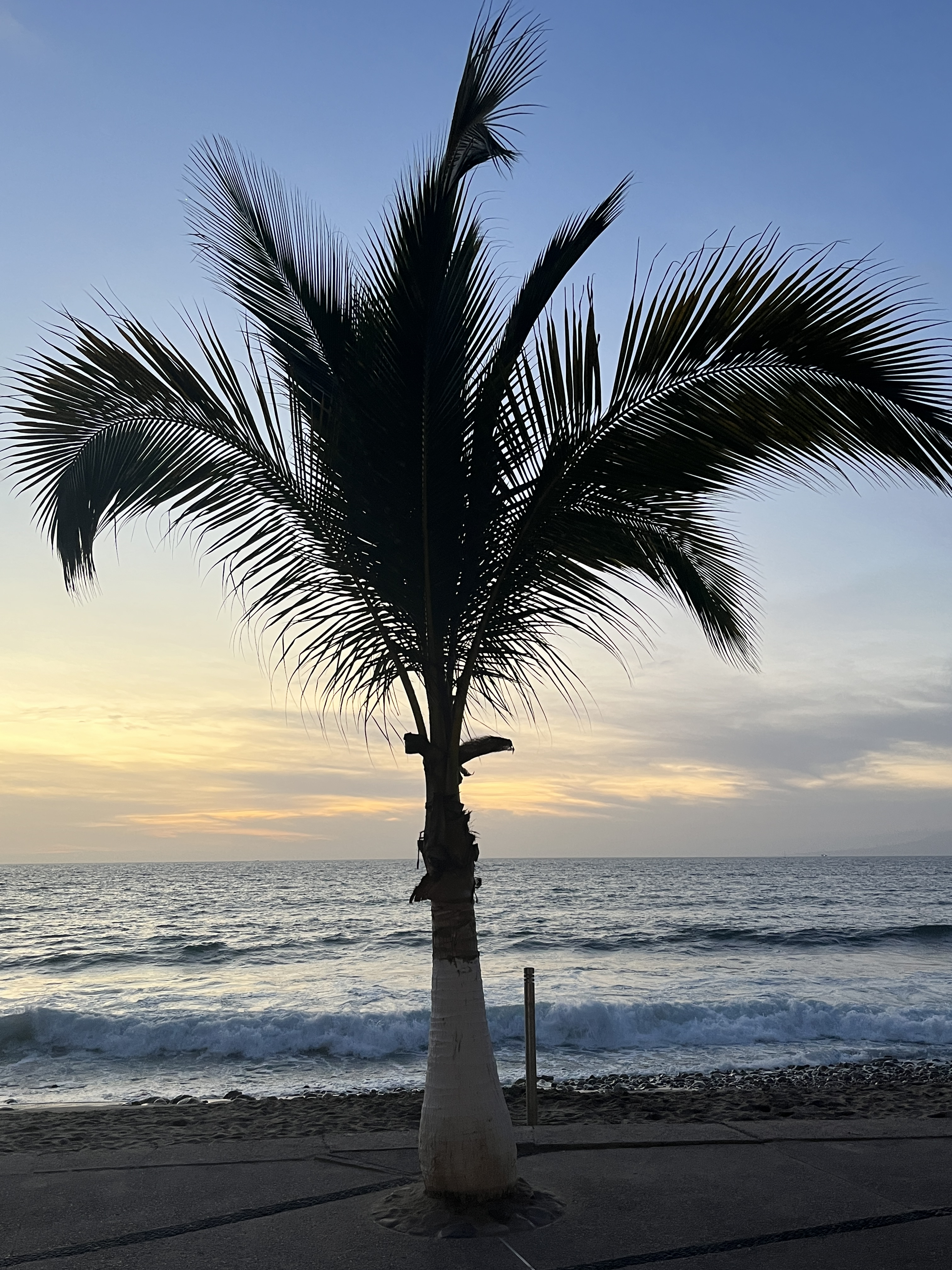
Playa de Puerto Vallarta.

La Zona Romántica de Puerto Vallarta es el área más sureña de esta ciudad mexicana. Su nombre oficial es colonia Emiliano Zapata y comprende de la avenida insurgentes a la playa de los muertos y de la calle Aquiles Serdán a la Avenida Costera Barra de Navidad, a partir de los años 1980 surgió como uno de los barrio gay más famosos en el mundo.

## Orígenes
Ubicado en las afueras de la ciudad, la playa los Muertos contaba con un sencillo muelle de madera para pequeñas embarcaciones de pescadores, con el tiempo la comunidad que surgió alrededor del antiguo panteón sostuvo una precaria economía sobre la base de prostíbulos, cantinas y hoteles y era conocida como un área peligrosa, a partir de los años 1980, algunas de las propiedades fueron adquiridas por homosexuales, algunos jubilados canadienses y estadounidenses quienes crearon negocios orientados al turismo gay.

## Atractivos y servicios
Actualmente dominada por la avenida de las Olas Altas, la Zona Romántica cuenta con múltiples bares, restaurantes, tiendas de artesanías, galerías, peluquerías y una gran variedad de hoteles dirigidos a la comunidad gay que van desde la clase económica hasta hoteles Boutique, es famosa la playa de las sillas azules conocida como las "blue chairs".